# Сопот (община Велес)
Вижте пояснителната страница за други значения на Сопот.
Сопот (на македонска литературна норма: Сопот) е село, намиращо се в северния дял на община Велес, Северна Македония. В близост до него преминава важният за страната път Скопие - Велес - Гевгели - Солун. В селището е разположена средновековната манастирска църква „Свети Спас“.

## География
Сопот е разположено на хълмиста местност, като средната му надморска височина е 435 м. Отстои на 13 км от административния център Велес. Землището му заема площ от 8,7 км2, от които обработваемите земи са 203 ха, пасищата 262 ха, а горите 267 ха. Жителите му се занимават главно със земеделие.

## История
През 1859 година Йордан Хаджиконстантинов-Джинот пише, че Сопот е село с 10 къщи и развалини от манастир и крепост, които приписва на българския войвода Радич. В „Етнография на вилаетите Адрианопол, Монастир и Салоника“, издадена в Константинопол в 1878 година и отразяваща статистиката на населението от 1873 година, Сопот е посочено като село с 12 домакинства с 54 жители българи.
Според статистиката на Васил Кънчов („Македония. Етнография и статистика“) от 1900 година Сопот е изцяло българско село със 100 жители българи християни.
В началото на XX век селото е смесено в конфесионално отношение. По данни на секретаря на Българската екзархия Димитър Мишев („La Macédoine et sa Population Chrétienne“) в 1905 година в Сопот има 80 българи екзархисти и 40 българи патриаршисти сърбомани. В селото има българско училище.
При избухването на Балканската война в 1912 година един човек от Сопот е доброволец в Македоно-одринското опълчение.
След Междусъюзническата война в 1913 година селото попада в Сърбия.
На етническата си карта от 1927 година Леонард Шулце Йена показва Сопот (Sopot) като българско село.
Според преброяването от 2002 година селото има 15 жители, всички македонци.
На брега на Вардар, срещу висящия, който води за Сълп и железопътната спирка „Райко Жинзифов“ е изграден манастирът „Свети Георги“.

## Личности
Родени в Сопот
- Иван Атанасов Гулев (1873 - след 1943), български революционер
- Трайко Атанасов (1892 – ?), македоно-одрински опълченец, 4 рота на 6 охридска дружина[9]